# Pio IX.
Pio IX. lat. Pius PP. IX. (Senigallia, Marche, 13. svibnja 1792. – Rim, 7. veljače 1878.), rođen kao Giovanni Maria Mastai Ferretti, 255. poglavar Katoličke Crkve, papa od 16. lipnja 1846. do smrti 1878.

## Raniji život
Giovanni Maria Mastai Ferretti rodio se 13. svibnja 1792. u Senigalliji u aristokratskoj obitelji grofa Girolama Mastai Ferrettija i Caterine, rođene Sollazzi, kao deveto dijete. Od 1802. do 1809. godine stječe klasično obrazovanje u Volterri, a zatim odlazi u Rim na studij filozofije i teologije. Rim napušta 1810. zbog političkih previranja, te se ponovo vraća 1814. kako bi se pridružio papinskoj plemićkoj gardi. No, u to vrijeme je bolovao od epilepsije, pa je njegov zahtjev odbijen. Giovanni nastavlja studij teologije koji završava 1818., te je u travnju 1819. zaređen za svećenika. Službovanje započinje kao rektor sirotišta Tata Giovanni u Rimu, da bi od 1823. do 1825. boravio u Čileu kao član papina izaslanstva. Vraća se u Rim i postaje ravnatelj Bolnice sv. Mihaela i upravitelj Crkve sv. Marije u Via Lata. U svibnju 1827. papa Lav XII. imenuje ga nadbiskupom Spoleta. Godine 1832. papa Grgur XVI. postavlja ga za biskupa Imole, ali s naslovom nadbiskupa, te ga imenuje kardinalom in pectore 1839. godine. Imenovanje je objavljeno u prosincu 1840. kada je primio grimiz i titulu. Papa Grgur XVI. umire 1. lipnja 1846. i kardinal Mastai Ferretti je pozvan u Rim na konklavu.

## Izbor za papu
Na konklavi je sudjelovalo 50 od 62 kardinala. Kardinalski kolegij podijelio se između dva kandidata koji su slovili kao poželjni i od glasovanja do glasovanja broj glasova nije se mijenjao. Dekan Kardinalskog zbora predložio je tada da se glasuje «za najmlađeg» kandidata. Tako je 16. lipnja 1846. i izabran najmlađi kardinal pedeset četverogodišnji Giovanni Maria Mastai Ferretti, nadbiskup-biskup Imole. Po završetku konklave doputovao je kardinal Karl Kajetan von Gaisruck (1769. – 1846.), nadbiskup Milana, koji je nosio veto austrijskog cara Ferdinanda I. na izbor kardinala Mastai Ferrettija. No, stigao je prekasno.

## Početak pontifikata
Novi papa uzeo si je ime Pio IX., a njegov izbor je u to vrijeme izazvao veliko iznenađenje, s obzirom na to da su pretežno konzervativni kardinali izabrali njega, koji je bio poznat po svojim liberalnim stavovima. Odmah po stupanju na papinsko prijestolje Pio IX. je pomilovao više od tisuću zatvorenika i zajamčio slobodu prognanima i izbjeglima. Na zaprepaštenje bečkog dvora, Papa je osnovao civilnu vladu i stavio je pod nadzor parlamentarne skupštine, te zatražio od svojih ministara da reformiraju građansko pravo, kazneni sustav, javno obrazovanje i drugo. Odjek tih njegovih mjera bio je velik u Europi i svijetu, a posebno u Italiji, koja je glasno klicala „liberalnom papi“. Ali sve se naglo promijenilo kada se Pio IX. odbio svrstati na bilo čiju stranu u ratu između kralja Karla Alberta Savojskog i Austro-Ugarske. Talijanski nacionalisti su mu to jako zamjerili jer su ga htjeli pridobiti za pokret koji je pokrenuo cijelu Italiju, kako bi se oslobodili teritoriji koji su još bili pod austrijskom vlašću. Pred kraj 1848. dolazi do velike krize koja je bila posljedica raspada ekonomije. Na dan otvaranja Skupštine 15. studenog 1848., ubijen je u dvorištu palače Kancelarije premijer papinske vlade grof Pellegrino Rossi (1787. – 1848.). Ubrzo je ustanak zahvatio rimske ulice pa je Papa prerušen 24. studenog, pod okriljem noći, napustio Kvirinal i pobjegao u Gaetu. 

## Pastoral i borba za očuvanje svjetovne vlasti
Nakon Papinog odlaska u Rimu je nastala anarhija. Dva i pol mjeseca kasnije, u noći s 8. na 9. veljače 1849. Ustavotvorna skupština proglasila je Rimsku Republiku i izglasovala svrgavanje Pape zajamčivši mu neovisnost u „vršenju duhovne vlasti“. Papa se tada iz Gaete za pomoć obratio Francuskoj čije snage 3. srpnja 1849., nakon više od tri tjedna žestokih i krvavih borbi, ulaze u Vječni grad. Tek 12. travnja 1850. papa Pio IX. se vratio u Rim s čvrstom odlukom da neće činiti nikakve ustupke i ponovno se uspostavlja stari apsolutistički sustav. Ali pokret za ujedinjenje Italije više se nije mogao zaustaviti. Papa pokreće radove na modernizaciji i uljepšavanju Rima, te se strasno posvećuje pastoralnom radu. Tijekom svoga pontifikata Papa je diljem svijeta osnovao preko dvjestotinjak novih biskupija. Uz zalaganje hrvatskog bana Josipa Jelačića Papa 1852. zagrebačku biskupiju uzvisuje na rang metropolije i nadbiskupije, a nadbiskupa Jurja Haulika 1856. imenuje kardinalom. Godine 1850. uspostavio je u Engleskoj katoličku hijerarhiju, a 1853. i u Nizozemskoj. Papa zaključuje konkordate s Rusijom (1847.), Španjolskom (1851.), Austrijom (1855.) i Latinskom Amerikom (1862.). Bulom "Ineffabilis" od 8. prosinca 1854. papa Pio IX. definirao je dogmu o Bezgrešnom začeću Blažene Djevice Marije što je u nekim crkvenim krugovima povuklo pitanje papine nepogrešivosti, iako se Papa prije toga bio savjetovao s biskupima iz cijelog svijeta. Na desetu obljetnicu proglašenja Dogme 8. prosinca 1864. Papa objavljuje encikliku "Quanta cura" protiv modernih zabluda i glasoviti dodatak "Syllabus" u kojem iznosi više od osamdeset najznačajnijih suvremenih zabluda. "Syllabus" je izazvao oštre reakcije liberala u svim zemljama. Objavljivanje Syllabusa koji je osuđivao racionalizam, liberalizam, naturalizam, panteizam, socijalizam, komunizam, masonstvo i slobodnu misao samo je pogoršalo stanje na političkom planu. Francuska je zabranila njegovo objavljivanje, a pristaše ujedinjenja Italije iskoristile su Syllabus protiv Pape, kojeg će Giuseppe Garibaldi nazvati „vampirom Italije“.  Na političkom planu sve je išlo protiv Papinske Države. U jesen 1860. Papinska Država svedena je na teritorij širok pedeset i dug oko sto pedeset kilometara. Dana 14. svibnja 1861. prvi talijanski nacionalni parlament okupljen u Torinu proglasio je Kraljevstvo Italije i zatražio Rim za svoju prijestolnicu. Papu je zaštitila francuska vojska, ali ne za dugo. U listopadu 1867. Garibaldi je pokušao zauzeti Rim, ali ga je papinska vojska uspjela odvratiti. U takvim političkim previranjima papa Pio IX. 8. prosinca 1869. otvara Prvi vatikanski sabor (20. ekumenski). Već na prvim sjednicama koncila, koji je otvoren u nazočnosti brojnih visokih gostiju među kojima je bilo i okrunjenih glava, na površinu je izbilo vidljivo neslaganje između pristaša i protivnika papine nepogrešivosti. Posebno su bili zapaženi govori đakovačkog biskupa Josipa Jurja Strossmayera, koji je smatrao da „nepogrešivost pripada cijelom tijelu Crkve“, a ne osobi pape. Unatoč svojim stajalištima biskup Strossmayer je prihvatio odluku koncila o papinoj nepogrešivosti, koja je izglasana 13. srpnja 1870. s 471 glasom za, 88 ih je bilo protiv, a 62 suzdržana. Nepogrešivost pape kad govori ex cathedra (ex cathedra - lat., sa stolice (katedre) sv. Petra) o pitanjima vjere, tj. kad u svojstvu pastira i voditelja svih kršćana, kao vrhovni svećenik (pontifex maximus) svojom apostolskom vlašću predstavlja neko učenje koje se odnosi na vjeru ili moral koji univerzalna Crkva mora čuvati; papa Pio IX. je proglasio 18. srpnja. te godine. Sutradan je Francuska objavila rat Pruskoj i Koncil je bio prekinut prije nego što su na dnevni red došla druga važna pitanja. Proglašenje dogme o papinoj nepogrešivosti dolilo je ulje na vatru i izazvalo prosvjede liberala u Francuskoj i posebno u Njemačkoj, gdje će prosvjednici stvoriti otpadničku Starokatoličku crkvu.

## Konačan pad Papinske Države
Francusko-pruski rat omogućio je Kraljevini Italiji da zada konačan udarac Papinskoj Državi. Pošto je 4. rujna 1870. zatočen car Napoleon III., Francusko Carstvo se raspalo. Nakon što je francuska vojska napustila Rim, talijanska vojska je počela svoj pohod na taj grad. Opsada Vječnog grada počela je 15. rujna. Papa Pio IX. je napustio palaču Kvirinal i otišao u Vatikan. U zoru 20. rujna pijemontsko topništvo započelo je bombardiranjem Grada gađajući dijelove zida između Porta Pia i Porta Salaria. U osam sati ujutro cijeli se diplomatski zbor pojavio u Vatikanu da bi bio uz Papu. Tijekom mise koju je Papa služio u nazočnosti diplomata talijansko topništvo napravilo je rupu u zidu vile Bonaparte, odmah pored Porta Pia, kroz koju su strijelci ušli u grad u smjeru Kvirinala. Malo prije 9 i 30 sati Papa je naredio da se izvjesi bijela zastava na kupoli Bazilike sv. Petra. Predajom koja je zatim potpisana cijeli je Papinski teritorij predan Italiji, ali je naglašeno da talijanska vojska ne smije okupirati Vatikan. Papina se vojska raspala, ali je Papa zadržao Švicarsku gardu. Unatoč tim ustupcima Papa je prosvjedovao protiv povreda njegovih prava. Papa Pio IX. se od tada smatrao zatočenikom Vatikana. Početkom listopada 1870. stanovnici nekadašnje Papinske Države velikom su većinom glasovali za priključenje Kraljevini Italiji. Godinu dana kasnije talijanski parlament je izglasao Garancijski zakon kojim se papi priznaje posjed Vatikana, Lateranske palače i Castel Gandolfa te odobrava apanaža od tri milijuna lira. Papa je to glatko odbio, jer bi to značilo, kako je rekao, priznanje gubitka teritorija i nadzor nad Rimom. Dekretom "Non expedit" Papa zabranjuje katolicima sudjelovanje na političkim izborima što je izazvalo veliki protucrkveni stav talijanske vlade.

## Papina smrt
Pontifikat pape Pija IX. koliko god se činio poraznim zbog nestanka Papinske Države, toliko je označio jačanje duhovnog autoriteta pape. Smatrajući se zatočenikom Pio IX. više nikada nije napustio Vatikan. Njegovo dobrovoljno zatočeništvo donijelo mu je opće simpatije izvan Italije i pridonijelo ugledu Svete Stolice. Najduži pontifikat u povijesti Crkve završio je 7. veljače 1878. Papa je umro u 86. godini života prirodnom smrću. Papa Pio IX. je želio da ga pokopaju u Bazilici sv. Lovre izvan Zidina, ali je zbog političkih razloga sahranjen u Bazilici sv. Petra. Kada su ga nakon tri godine željeli prebaciti u Baziliku sv. Lovre, morali su to učiniti tajno, jer je jedna antiklerikalna grupa željela njegovo tijelo baciti u Tiber. Bio je prvi papa koji je snimljen fotografskim aparatom. Godine 1985. papa Ivan Pavao II. donio je službenu izjavu o njegovom „herojskom životu“, a 3. rujna 2000. isti Papa ga je proglasio blaženim.

## Zanimljivosti
Svojim mudrim savjetima je pomagao don Boscu utemeljiti salezijansku družbu; tako si je zaslužio nadjevak „Don Boscov Papa”.